# Amphidromie

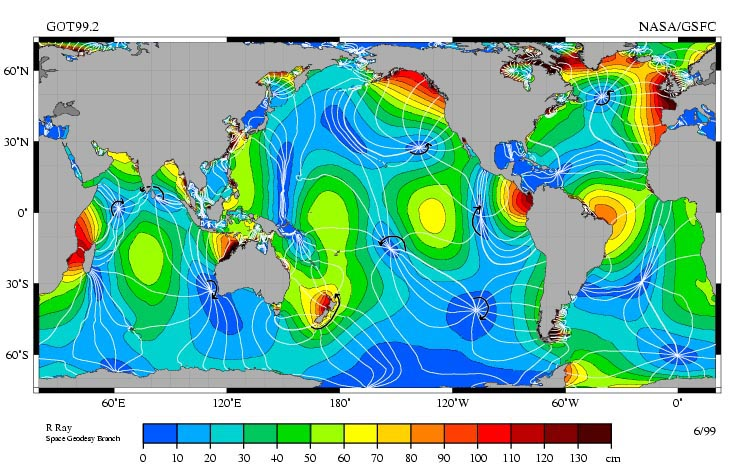
Durch die M_{2} Partialtide hervorgerufene unterschiedlich hohe Tidenhübe (Farbskala) in den Weltmeeren. In den dunkelblauen Bereichen, wo sich die weißen Phasenlinien (Abstand 30°, also etwas mehr als 1 Stunde) in einem Punkt treffen, liegen die Amphidromischen Punkte. Für manche Amphidromien ist die Umlaufrichtung angegeben (schwarze Pfeile mit der Länge einer halben Periode, also 180° oder etwas mehr als 6 Stunden).

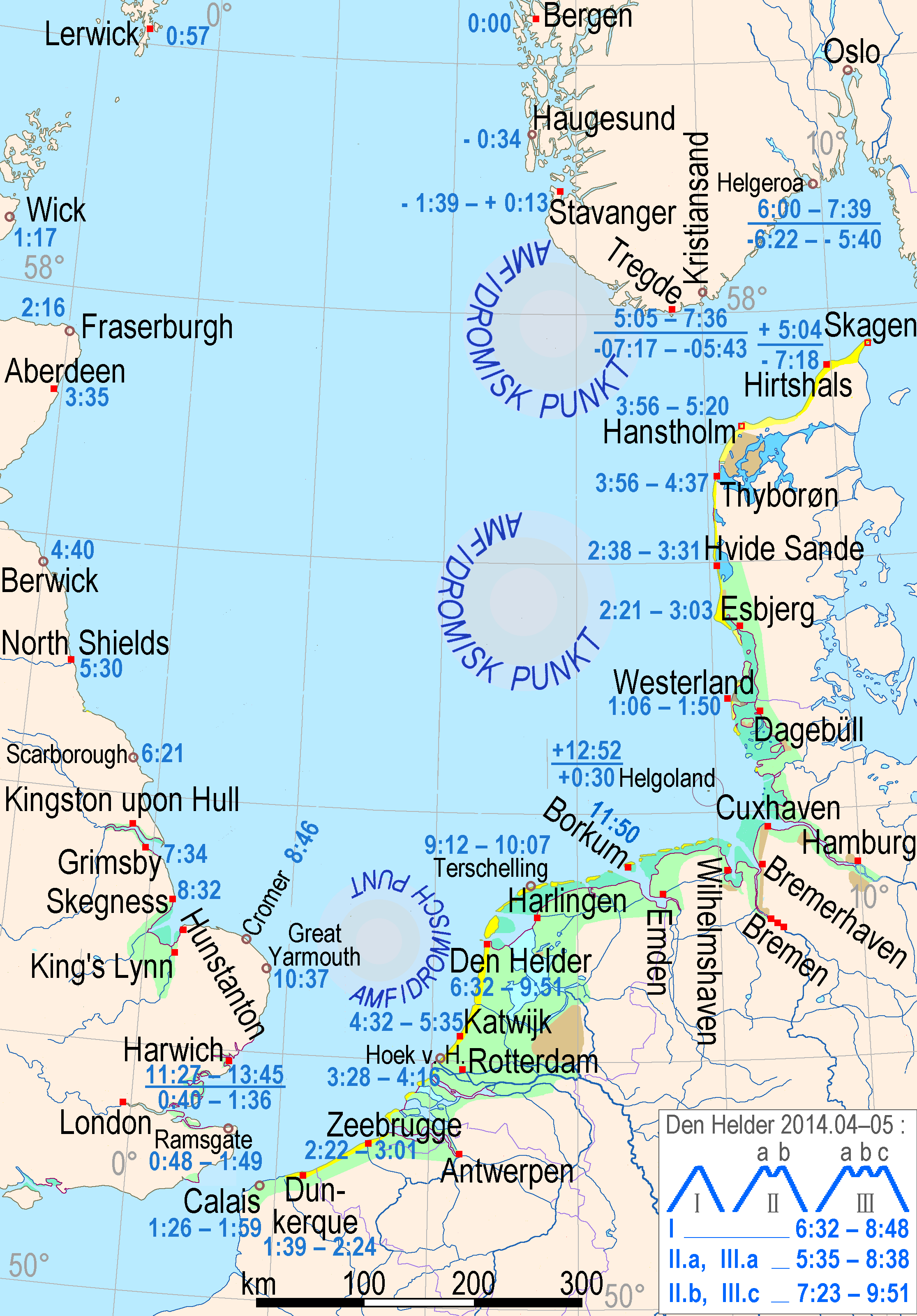
Die drei Amphidromien in der Nordsee

Als Amphidromie (auch Amphidrom, von altgriechisch ἀμφίδρομος amphídromos „umlaufend“) bezeichnet man den im Rahmen der Tiden (niederdeutsch für Gezeiten) auftretenden Lauf der Tidenwellen in einem Meeresbecken um einen Punkt herum. An solchen ortsfesten amphidromischen Punkten tritt kein Tidenhub auf. Die Tidenwellen laufen im oder gegen den Uhrzeigersinn um den jeweiligen amphidromischen Punkt herum. In Karten erkennt man diese Orte daran, dass dort die Phasenlinien (Linien gleicher Phase) sternförmig von einem Punkt ausgehen. 
Häufig bezeichnet man Tidenwellen auch mit ihrem Synonym als "Gezeitenwellen". Da dieser Begriff in einem anderen Artikel jedoch im Zusammenhang mit dem speziellen lokalen Phänomen des Eindringens von Tidenwellen in Flussläufe verwendet wird (siehe Gezeitenwelle), wird in dem vorliegenden Artikel für das zu beschreibende globale Phänomen ausschließlich der Begriff der "Tidenwelle" verwendet.

## Physikalische Zusammenhänge
Physikalisch handelt es sich bei Tidenwellen um Kelvinwellen. Die große Nord-Süd-Ausdehnung der Landmassen der Alten Welt und Amerikas verhindert eine gleichmäßige Bewegung der Tidenwellen um den gesamten Globus. Stattdessen unterhalten die Anziehungskräfte von Sonne und Mond in den einzelnen Meeresbecken eine oder mehrere stehende Wellen. Die Corioliskraft versetzt diese stehenden Wellen in Rotation, im tiefen Ozean auf der Nordhalbkugel gegen den Uhrzeigersinn, auf der Südhalbkugel mit dem Uhrzeigersinn.
Die Ausdehnung einer Amphidromie hängt von der Geschwindigkeit ab, mit der sich die rotierende Welle bewegt. Diese Wellengeschwindigkeit C ist proportional der Quadratwurzel aus der Wassertiefe t.
Innerhalb einer Amphidromie nimmt die Höhe der Tidenwelle (Tidenhub) mit dem Abstand zu ihrem Zentrum zu.

### Kartendarstellungen
Die beiden Karten zeigen die amphidromischen Systeme der Weltmeere bzw. der Nordsee. Die sternförmig von den amphidromischen Punkten ausgehenden Phasenlinien verbinden Punkte gleicher Phase. Das heißt entlang dieser Linien befindet sich die Sinusschwingung des Wasserstandes in der gleichen (zeitlichen) Phase; gibt es zur selben Zeit Flut, zur selben Zeit Ebbe. Hochwasser (und damit auch Niedrigwasser) treten an den verbundenen Orten also gleichzeitig auf. Wenn sich, wie in den amphidromischen Punkten, alle Phasenlinien in einem Punkt treffen, so bedeutet das, dass alle Phasen einer Schwingung (Berg und Tal) gleichzeitig auftreten – an diesen Punkten also praktisch keine Schwingung stattfindet und der Wasserstand immer konstant ist.
In der Weltkarte illustrieren die gebogenen schwarzen Pfeile die Rotationsrichtung. Die Länge dieser Pfeile beschreiben die Hälfte einer Tidenperiode, also einen Zeitraum von etwas mehr als sechs Stunden. Die Flächenfarben stellen die Amplitude der Tidenwelle dar.

## Flachmeer Nordsee
Die Nordsee hat wegen ihrer geringen Tiefe eine ungewöhnlich hohe Dichte amphidromischer Systeme, drei nebeneinander auf kleiner Fläche. Deren Zentren befinden sich im südlichen Teil zwischen der  englischen Halbinsel East Anglia und Holland, in der Mitte über der Jütlandbank zwischen Nordengland und dem  dänischen Jütland, sowie im Norden vor der Küste Norwegens bei Stavanger.

## Tiefmeere
In den tiefen Weltmeeren rotieren die Tidenwellen mit mehreren hundert Kilometern pro Stunde. Da Wellenberg und Wellental dort Ausdehnungen von nicht selten über tausend Kilometern und entsprechend sanfte Hänge haben, steigt und fällt der Pegel am einzelnen Küstenort eines tiefen Ozeans nicht schneller als an der flachen Nordsee. Auch horizontale Wasserbewegungen sind nicht schneller.